# Utbi
Per la comunitat tribal àrab Utbi, vegeu Utub
Els al-Utbí (àrab: العُتبي, al-ʿUtbī; persa: عُتبی, Otbi) foren una família persa, alguns dels membres de la qual van servir com a visirs dels samànides i que també va donar un historiador destacat. Altres membres menys coneguts foren secretaris dels samànides i dels primers gaznèvides (segles x i xi). Eren d'ascendència àrab, d'un Utba establert al Khurasan, que no ha estat identificat.

## Persones destacades
- Abu-Jàfar al-Utbí, visir
- Abu-l-Hussayn al-Utbí, visir
- Abu-Nasr al-Utbí, historiador